# Bergkirche Amden

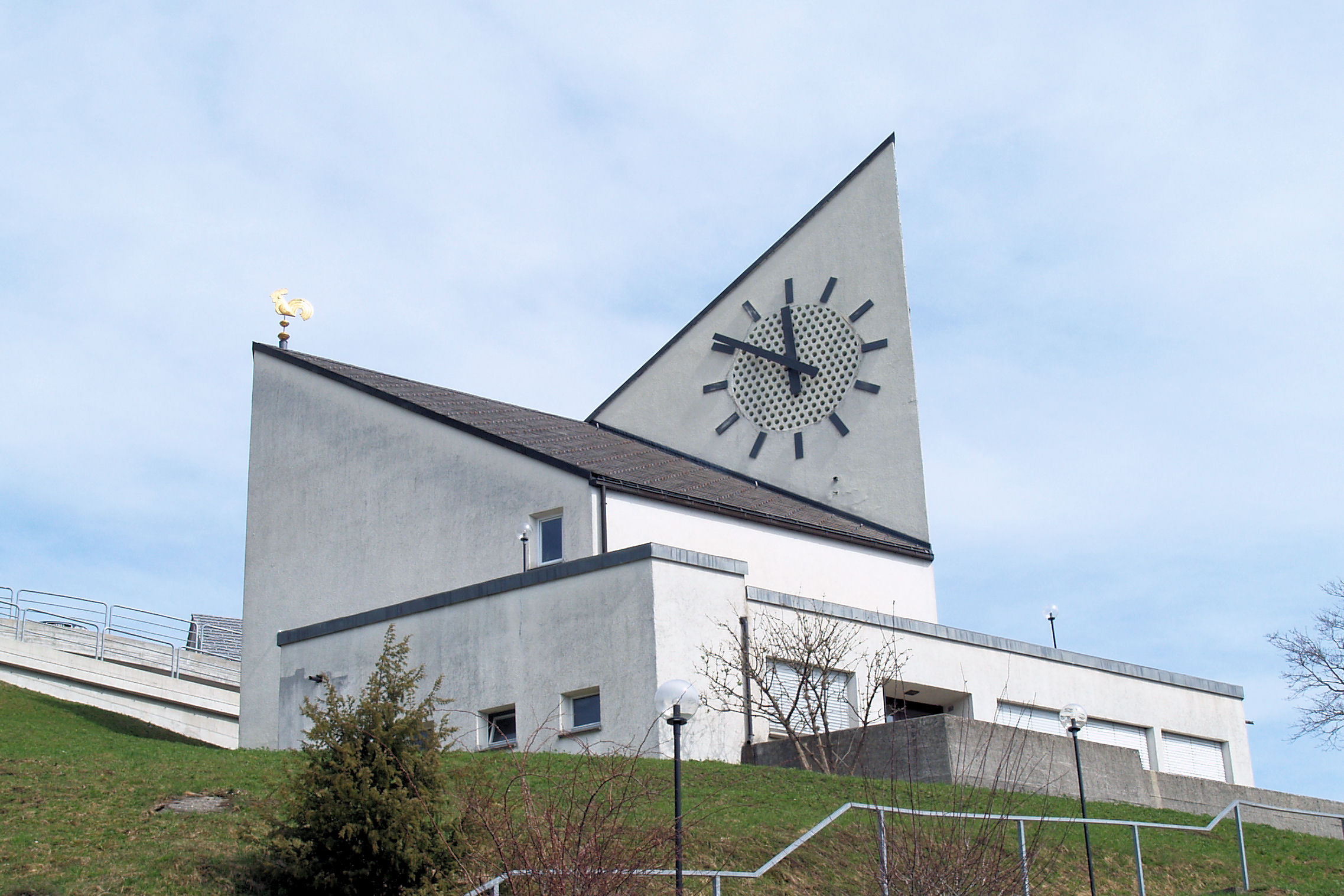
Bergkirche in Amden

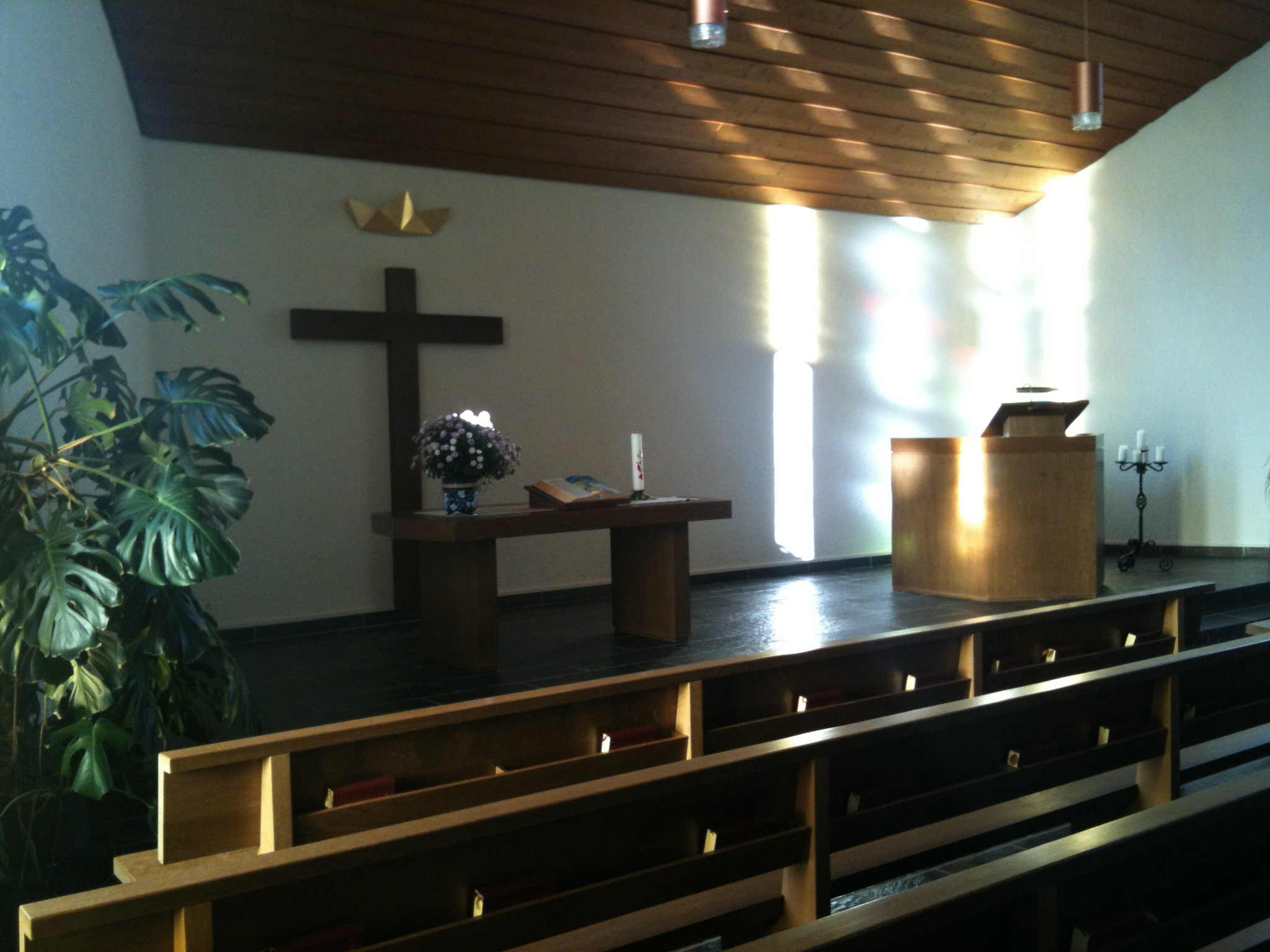
Innenansicht 1972–2016

Die Bergkirche Amden ist ein evangelisch-reformiertes Gotteshaus im Ortszentrum von Amden oberhalb des Walensees.

## Geschichte und Architektur
Die Bergkirche – errichtet in der Diaspora des seit der Gegenreformation grossmehrheitlich römisch-katholischen Amdens – wurde im Jahre 1972 eingeweiht. Ursprünglich war der Bau einer ökumenischen Kirche an der Stelle der alten St. Anna-Kapelle (unterhalb  vom Restaurant Schäfli) geplant. Dies scheiterte an den reformierten Geldgebern, die ihr Geld für eine eigene Reformierte Kirche spenden wollten. Neben Zunahme der reformierten Einwohner war es vor allem auch eine Zunahme des Tourismus, der den Bau der Kirche notwendig erscheinen liess.
In den Jahren 2016 und 2017 wurde die Kirche innen und aussen saniert.

### Äusseres
Das markante Äussere ahmt die Umrisse der umliegenden Berge nach. Zugleich mahnt das Aussehen auch an die Krone als Zeichen des Königstums Jesu Christi und der Würde, die jedem Menschen von Christus her zukommt.
Der Hahn auf der Westseite des Kirchendachs (über dem Schiff und nicht über dem Turm) ist eingegoldet; unter ihm befinden sich zwei Zeitkapseln.

### Innenraum
Die Kirche bietet Platz für etwa 80 Personen.
Der Gedanke der Königsherrschaft Gottes kehrt auch im Innenraum wieder, wo das Holzkreuz an der Chorwand mit einer vergoldeten Krone versehen ist. Die Anbringung der Krone war heftig umstritten, da die Gegner zu sehr eine Verwechslung mit dem Königreichssaal der Zeugen Jehovas befürchteten.
Die Glasfenster wurden von Albin Engeler im Jahre 2001 geschaffen. Sie thematisieren „Tag“ (auf der Ostseite) und „Nacht“ (auf der Westseite) im Spannungsfeld.
Bei der jüngsten Sanierung wurde im Bereich unterhalb der Empore eine Andachtsecke durch den St. Galler Künstler Hans Thomann geschaffen, welche die Motive aus den Fenstern wieder aufnimmt.
Die Kirchenbänke wurden durch Stühle ersetzt. Die alten Kirchbänke finden als Zwinglibänke vor der Bergkirche sowie in Weesen am Linthspitz und unter dem Mammutbaum am Hafen Verwendung. Unter dem Motto „Freier Glaube – Glaube im Freien“  sind am Hafen in Weesen (Nähe Spielplatz) ehemalige Kirchbänke für eine interreligiöse Andachtsecke aufgestellt worden.
Auf der Empore steht eine Orgel aus dem Jahr 1982, erbaut von durch Eugen Hauser aus Kaltbrunn SG. Sie verfügt über 18 Register auf zwei Manualen und Pedal.

## Kirchliche Organisation
Amden bildet mit Weesen eine Pastorationsgemeinschaft innerhalb der Evangelisch-Reformierten Kirche des Kantons St. Gallen. Die Gottesdienste finden im wöchentlichen Wechsel in der Bergkirche und in der Weesner Zwinglikirche statt.

## Nachweise
1. ↑  Orgelverzeichnis Schweiz und Liechtenstein: Ref. Kirche Amden SG; hier auch die Disposition

Koordinaten: 47° 8′ 58,5″ N, 9° 8′ 44,6″ O; CH1903: 729464 / 223475